# Manuel De Sica
Pour les articles homonymes, voir De Sica.
Manuel De Sica, né le 24 février 1949 à Rome et mort dans cette ville le 5 décembre 2014, est un compositeur italien de musique de film.

## Biographie
Fils de Vittorio De Sica et de Maria Mercader, il a étudié à l'académie nationale Sainte-Cécile.
En 1993, il remporte le Ruban d'argent de la meilleure musique de film pour Al lupo al lupo de Carlo Verdone et en 1996, il remporte le David di Donatello de la meilleure musique de film pour Remake, Rome ville ouverte de Carlo Lizzani. En 2005, il est décoré avec le titre de Commandeur de l'ordre du Mérite de la République italienne.
Marié à la productrice Tilde Corsi (it), il a notamment comme fils le réalisateur Andrea De Sica.

## Filmographie partielle
- 1970 : Le Jardin des Finzi-Continis (Il giardino dei Finzi-Contini) de Vittorio De Sica
- 1976 : La portiera nuda de Luigi Cozzi
- 1979 : Cher papa (Caro Papa) de Dino Risi
- 1984 : La Retape (L'alcova) de Joe D'Amato
- 1986 : Un jour viendra (Se un giorno busserai alla mia porta), feuilleton de Luigi Perelli
- 1989 : Le Voleur de savonnettes (Ladri di saponette) de Maurizio Nichetti
- 1991 : L'Amour avec des gants (Volare volare) de Guido Manuli et Maurizio Nichetti
- 1991 : Le Comte Max (Il conte Max) de Christian De Sica
- 1992 : Al lupo al lupo de Carlo Verdone
- 1994 : Dellamorte Dellamore de Michele Soavi
- 1996 : Remake, Rome ville ouverte (Celluloid) de Carlo Lizzani